# Marilyn McCoo
Marilyn McCoo (Jersey City, 30 september 1943) is een Amerikaanse zangeres, actrice en presentatrice, die bekend werd door haar lidmaatschap van The 5th Dimension.

## Jeugd
Marilyn McCoo werd in 1943 geboren als een van vier broers/zussen in Jersey City. Haar ouders waren beiden arts. Op 7-jarige leeftijd verhuisde ze met haar familie naar Los Angeles, waar ze zang-, dans- en piano-onderricht kreeg. Haar eerste optreden had ze op 15-jarige leeftijd bij een talentenjacht van Art Linkletter. Na het behalen van haar diploma op de high school bezocht ze de Universiteit van Californië - Los Angeles. In 1962 won ze de titel van Miss Grand Talent bij de schoonheidswedstrijd Miss Bronze California. 

## Carrière
Begin jaren 1960 vervoegde McCoo zich bij de band The Hi-Fi's, die onder andere optraden als voorgroep tijdens concerten van Ray Charles. In 1966 ontmoette ze de muzikant Billy Davis jr., die in hetzelfde jaar zijn in 1965 als The Versatiles opgerichte band hernoemde in The 5th Dimension. McCoo vervoegde zich bij de band als achtergrondzangeres. Hun eerste succes had de band in 1967 met de single Up, Up and Away, die zich plaatste in de Billboard Hot 100 (#7). Hun grootste succes had de band in 1969 met de medley Aquarius/Let the Sunshine In, dat zich in meerdere Europese landen en in Australië plaatste in de top 10 van de hitlijsten en in de Verenigde Staten zes weken lang de toppositie van de Billboard Hot 100 bezette.
Tijdens de jaren 1970 werd McCoo de vrouwelijke leadstem van The 5th Dimension en verving in deze positie haar bandcollega Florence LaRue. In 1975 verliet ze samen met Billy Davis jr. de band om samen met hem een solocarrière te beginnen. Het paar was al in 1969 getrouwd. Het duo stond bij ABC Records onder contract en bracht in 1976 hun debuutalbum I Hope We Get to Love in Time uit. De single You Don't Have to Be a Star (To Be in My Show) van dit album plaatste zich in januari 1977 op de toppositie van de Billboard Hot 100. In 1978 bracht het duo de single Saving All My Love for You uit, die in 1985 met groot succes werd gecoverd door Whitney Houston.
Naast haar werk als zangeres trad McCoo ook op in meerdere films en tv-series, waaronder van 1986 tot 1987 als Tamara Price in acht afleveringen van de soap Days of Our Lives. In 1985 was ze te zien in de muziekvideo voor het album Ambitious van Jeff Beck en bovendien belastte ze zich met de achtergrondzang. Van 1981 tot 1984 en van 1986 tot 1988 presenteerde McCoo de muziekshow Solid Gold. Ze is met haar echtgenoot tot vandaag nog als zangeres actief.

## Filmografie
- 1970: It Takes a Thief (tv-serie, een aflevering)
- 1978: The Love Boat (tv-serie, een aflevering)
- 1979: The Christmas Songs (tv-film)
- 1979: The Fantastic World of D.C. Collins (tv-film)
- 1984: The Gift of Song (tv-film)
- 1985: California Clan (tv-serie, twee afleveringen)
- 1985: The Fall Guy (tv-serie, een aflevering)
- 1986–1987: Days of Our Lives (tv-serie, acht afleveringen)
- 1988: Punky Brewster (tv-serie, een aflevering)
- 1989: My Mom's a Werewolf
- 1990: Night Court (tv-serie, een aflevering)

- Gemeinsame Normdatei: 130059315
- International Standard Name Identifier: 0000 0000 7372 9020
- Library of Congress Control Number: n94055426
- MusicBrainz: 97e9f583-84d9-4134-ba9d-e7e3b43e773d
- Virtual International Authority File: 16457641
- WorldCat: E39PBJhX7ypKyJ8JqFwg7dGmBP